# Église évangélique luthérienne de France
 (avril 2024).
Pour les articles homonymes, voir Église luthérienne en France.
L’Église évangélique luthérienne de France (EELF) était la réunion des deux inspections ecclésiastiques de Paris et de Montbéliard. Elle laisse place à son tour en 2013 à une nouvelle église, issue de l'Église évangélique luthérienne de France (EELF) et de l'Église réformée de France (ERF), qui s'unissent pour former l'Église protestante unie de France (EPUF).
Elle était membre de l'Alliance nationale des Églises luthériennes de France avec l'Église protestante de la Confession d'Augsbourg d'Alsace et de Lorraine (EPCAAL), et comme elle membre de la Fédération mondiale luthérienne. Elle était aussi  en communion  avec les Églises d'Alsace-Lorraine.
Elle avait pour devise « Dieu seul est mon appuy ».

## Histoire
Bien que leurs courants de pensées soient très proche, en France, l'histoire du luthéranisme est à détacher de celle de la Réforme calviniste pour de nombreuses raisons, notamment régionales. Les réformés ont subi des événements que les luthériens n'ont pas subi.
De même, les luthériens de Paris et les luthériens de Montbéliard n'ont pas du tout les mêmes racines historico-culturelles : importé à Paris par l'ambassade de Suède et les travailleurs allemands immigrés, choix entre Réforme et luthéranisme à Montbéliard. Ainsi, les luthériens de Montbéliard auraient très bien pu être Réformés, tout ne s'est « joué qu'à un fil ».
De même, le luthéranisme d'Alsace-Lorraine n'a pas été confronté aux mêmes contextes et événements socio-politiques, notamment de par l'annexion de la région à l'Allemagne après 1871, qui lui a valu un statut particulier lors de sa ré-annexion à la France en 1918. Ainsi la culture du luthéranisme alsacien-mosellan se rapproche plus de l'histoire de sa cousine réformée d'Alsace-Lorraine que de celle de l'EELF.
Cela ne rend pas les courants des différents mouvements luthériens français opposés, bien au contraire, on peut voir aujourd'hui que les différentes Églises luthéro-réformées de France se rapprochent de plus en plus. Mais il est important de bien différencier leurs histoires afin d'en comprendre leurs tenants et leurs aboutissants dans la France d'aujourd'hui.

### Vers un rapprochement des Églises luthéro-réformées françaises
Il est à noter que ces dernières années, l'EELF s'est beaucoup essoufflée. Cela s'est traduit par une pénurie de pasteurs et par une fréquentation de ses paroisses en chute libre. L'inspection de Paris, plus petite en nombre de fidèles, a été plus durement touchée. Ainsi, le rapprochement entre l'EELF et l'ERF n'est pas à rapprocher uniquement d'une question d'union d'idées, mais aussi d'un geste politique nécessaire à la survie de l'EELF.
À compter de 2013, à l'issue d'un processus commencé en 2007 et marqué par des synodes communs luthéro-réformés, l'ERF et l'EELF s'unissent pour former l'Église protestante unie de France

### Chronologie détaillée de l'EELF
La chronologie suivante reprend les principaux événements liés au Luthéranisme en France, en les replaçant dans leur contexte historique.

## Organisation
Au niveau local, l'EELF est organisée selon un système presbytéral (conseil paroissial) pour chaque paroisse et les paroisses géographiquement proches peuvent constituer des regroupements associatifs appelés consistoires. Aux niveaux régional et national, elle suit un système synodal : les décisions sont prises par des assemblées appelées synodes.
Les réglements de l'EELF et les statuts de ses différentes entités sont explicitées dans sa constitution de 2006 (texte de 1996 révisé).

### Au niveau local

#### L'association paroissiale
Chaque paroisse est une personne morale de type association cultuelle, statutairement rattachée à :
- l'Union générale des associations cultuelles de l'Église évangélique luthérienne de France,
- l'Union synodale régionale des associations cultuelles de l’Église évangélique luthérienne de sa région (Montbéliard ou Paris),
- l'Union consistoriale des associations cultuelles de l'Église évangélique luthérienne de sa circonscription.

Pour être membre ayant voix délibérative lors des assemblées générales, il faut être inscrit sur le registre des membres. Pour cela, il faut avoir été baptisé, confirmé ou accueilli dans l’Église évangélique luthérienne de France et participer à sa vie spirituelle et matérielle.
L'assemblée générale se réunit au moins une fois par an (dans le courant du premier trimestre) et :
- entend le rapport d'activité sur l'année écoulée ;
- approuve les actes de gestion financière et d’administration légale des biens ;
- adopte le budget et délibère sur les questions mises à l’ordre du jour ;
- étudie les projets d’activité pour les années suivantes ;
- élit le conseil presbytéral.

Le conseil d'administration de l'association appelé aussi conseil paroissial ou conseil presbytéral est composé :
- du (ou des) pasteur(s) de la paroisse qui en est (sont) membre(s) de droit (et ce, pour chaque paroisse où ils sont nommés) ;
- d'au moins quatre conseillers presbytéraux, élus par l'Assemblée générale, parmi les membres de l'association.

Les conseillers presbytéraux sont élus pour six ans. Le conseil presbytéral est renouvelé tous les trois ans par élection de la moitié des membres élus.
Après chaque renouvellement triennal, le conseil presbytéral élit, pour trois ans, son bureau composé :
- d'un président ;
- d'un vice-président (place habituellement occupée par le pasteur de la paroisse) ;
- d'un secrétaire ;
- d'un trésorier.

Il doit se réunir au moins quatre fois par an.
Il gère les biens de la paroisse avec les pouvoirs les plus étendus à cet effet et en rend compte à l’assemblée générale.Il établit le budget de l’association paroissiale et en gère les comptes. Il recueille les fonds par les modes et procédés qu’il fixe lui-même.

#### Dans sa circonscription: l'union consistoriale
Entre plusieurs paroisses de l'EELF géographiquement proches une association consistoriale (appelée plus simplement consistoire) peut être formée.
Le conseil d'administration (conseil consistorial) se compose de six membres élus pour trois ans : deux pasteurs ; quatre laïcs.
Ces types d'unions ont les mêmes missions que les associations paroissiales, mais à l'échelle de leurs regroupements géographique. En effet, il faut préciser que les paroisses d'une même circonscription géographique œuvrent souvent ensemble pour certaines missions et projets. Ainsi, elles éprouvent le besoin d'avoir une association plus large pour mener à bien ces derniers.

### Au niveau régional: le synode régional
L'EELF comprend deux unions régionales ou inspections ecclésiastiques : l'inspection de Montbéliard et l'inspection de Paris. Chaque inspection possède donc son synode régional constitué par des représentants de chaque paroisse (le pasteur et deux laïcs de celle-ci). De plus, chaque inspection élit, pour cinq ans, un inspecteur ecclésiastique qui a un rôle essentiellement spirituel.

### Au niveau national: le synode national
Le synode national est constitué de représentants des deux synodes régionaux. Il nomme le conseil exécutif, qui est le comité directeur de l'EELF.
Le conseil exécutif est constitué :
- de deux pasteurs et de quatre laïcs pour chaque région ;
- des deux inspecteurs ecclésiastiques et des deux présidents des synodes régionaux (qui en sont, tous les quatre, membres de droit),

Comme tout conseil d'administration, le conseil élit son bureau, constitué d'un président, d'un vice-président, d'un secrétaire et d'un trésorier. Il se réunit environ tous les deux mois et gère l'EELF entre les sessions du synode général. Il donne suite aux décisions du synode général et en prépare les sessions. Il est responsable de ses décisions devant le synode général.

## Liste des paroisses

### Inspection de Paris
L'inspection de Paris comprend 21 paroisses (22 églises) dont neuf (dix églises) dans Paris, dix en banlieue parisienne, une à Lyon et une à Nice. Elle représente environ 5 000 personnes.

### Inspection de Montbéliard
L'inspection de Montbéliard comprend 24 paroisses pour 30 000 personnes.

## Affiliation et partenariats
L'EELF est membre de nombreuses organisations protestantes et plus largement œcuméniques françaises et internationales. 
Ci-dessous une liste non exhaustive de ces organisations (figurent entre parenthèses les autres Églises protestantes françaises membres de celles-ci).

### Échelle nationale (France)
- Église protestante unie de France[10] (à la suite de sa fusion avec l’Église réformée de France - ERF)
- Alliance nationale des Églises luthériennes de France[11] (avec l'Église protestante de la Confession d'Augsbourg d'Alsace et de Lorraine - EPCAAL)
- Communion protestante luthéro-réformée[11] (avec l'ERF, l'EPCAAL et l'EPRAL)
- Fédération protestante de France[12] (liste des membres dans la référence)

### Échelle européenne
- Conférence des Églises protestantes des pays latins d'Europe[13] (avec l'ERF, l'UEPAL, l'UNEPREF et la FEEBF)
- Communion d’Églises protestantes en Europe[14] (avec l'ERF et l'UEPAL)
- Conférence des Églises européennes[15] (avec l'ERF, l'UEPAL, la FPMA et la FEEBF)

### Échelle mondiale
- Fédération luthérienne mondiale[16] (avec l'EPCAAL et la FPMA)
- Conseil Œcuménique des Églises[17] (avec l'ERF et l'UEPAL)
- Communauté d’Églises en mission - Cevaa[18] (avec l'ERF, l'UEPAL et l'UNEPREF)

## Personnalités liées à l'Histoire de l'EELF
Hugo Grotius (1583-1645)
Jonas Hambræus (1588-1671)